# Yahtzee Croshaw
Benjamin Richard "Yahtzee" Croshaw (født 24. maj 1983, England) er en britisk-australsk komiske forfatter, videospil journalist og forfatter til nogle eventyr spil skabt ved hjælp Adventure Game Studio software.

## Spil
Oprindeligt skabte Croshaw en række eventyr spil ved hjælp fra Visual Basic 3 og Microsoft Paint. Croshaw blev kendt i Adventure Game Studio fællesskabet efter at have udviklet Rob Blanc trilogien.
1. ↑  Navnet er anført på svensk og stammer fra Wikidata hvor navnet endnu ikke findes på dansk.
2. ↑  Navnet er anført på engelsk og stammer fra Wikidata hvor navnet endnu ikke findes på dansk.
3. ↑  Navnet er anført på svensk og stammer fra Wikidata hvor navnet endnu ikke findes på dansk.